# Beaufai
Beaufai é uma comuna francesa na região administrativa da Normandia, no departamento Orne. Estende-se por uma área de 12,83 km². Em 2010 a comuna tinha 346 habitantes (densidade: 27 hab./km²).